# Championnats d'Asie de triathlon
Les championnats d'Asie courte distance de triathlon se sont déroulés pour la première fois en 1992. 
Ils se courent sur la distance M (distance olympique) et sont organisés par la Confédération asiatique de triathlon (ASTC).
Depuis 2010 et tous les quatre ans, ils prennent comme support les Jeux asiatiques.

## Palmarès
| Année | Lieu                        | Champion d'Asie    | Temps           | Championne d'Asie | Temps           |
| ----- | --------------------------- | ------------------ | --------------- | ----------------- | --------------- |
| 2024  | Hatsukaichi, Japon          | Kenji Nener        | 1 h 53 min 51 s | Yuko Takahashi    | 2 h 5 min 56 s  |
| 2023  | Hangzhou, Chine             | Kenji Nener        | 1 h 50 min 54 s | Yuko Takahashi    | 2 h 1 min 5 s   |
| 2022  | Aktaou, Kazakhstan          | Ren Sato           | 1 h 50 min 7 s  | Yuko Takahashi    | 2 h 2 min 28 s  |
| 2021  | Hatsukaichi, Japon          | Kenji Nener        | 1 h 48 min 59 s | Mengying Zhong    | 2 h 8 min 10 s  |
| 2019  | Gyeongju, Corée du Sud      | Oscar Coggins      | 1 h 50 min 34 s | Ai Ueda           | 2 h 0 min 49 s  |
| 2018  | Palembang, Indonésie        | Jumpei Furuya      | 1 h 49 min 43 s | Yuko Takahashi    | 1 h 59 min 29 s |
| 2017  | Palembang, Indonésie        | Jumpei Furuya      | 1 h 54 min 22 s | Yuko Takahashi    | 2 h 6 min 31 s  |
| 2016  | Hatsukaichi, Japon          | Hirokatsu Tayama   | 1 h 55 min 16 s | Ai Ueda           | 2 h 4 min 4 s   |
| 2015  | Nouveau Taipei, Taïwan      | Yūichi Hosoda      | 2 h 0 min 18 s  | Ai Ueda           | 2 h 9 min 23 s  |
| 2014  | Incheon, Corée du Sud       | Yūichi Hosoda      | 1 h 49 min 11 s | Ai Ueda           | 2 h 1 min 47 s  |
| 2013  | Subic Bay, Philippines      | Yūichi Hosoda      | 2 h 1 min 32 s  | Mariko Adachi     | 2 h 14 min 17 s |
| 2012  | Tateyama, Japon             | Yūichi Hosoda      | 1 h 38 min 31 s | Mariko Adachi     | 1 h 48 min 47 s |
| 2011  | Yilan, Taïwan               | Yūichi Hosoda      | 2 h 0 min 34 s  | Kiyomi Niwata     | 2 h 11 min 48 s |
| 2010  | Guangzhou, Chine            | Yūichi Hosoda      | 1 h 52 min 15 s | Mariko Adachi     | 2 h 5 min 43 s  |
| 2009  | Incheon, Corée du Sud       | Ryosuke Yamamoto   | 1 h 51 min 13 s | Tomoko Sakimoto   | 2 h 1 min 28 s  |
| 2008  | Canton, Chine               | Ryosuke Yamamoto   | 1 h 50 min 53 s | Ai Ueda           | 2 h 3 min 18 s  |
| 2007  | Tongyeong, Corée du Sud     | Hirokatsu Tayama   | 1 h 53 min 17 s | Akiko Sekine      | 2 h 4 min 20 s  |
| 2006  | Jiayuguan, Chine            | Hirokatsu Tayama   | 1 h 48 min 55 s | Ai Ueda           | 2 h 1 min 10 s  |
| 2005  | Singapour, Singapour        | Junichi Yamamoto   | 1 h 53 min 28 s | Hongni Wang       | 2 h 2 min 42 s  |
| 2004  | Subic Bay, Philippines      | Dmitriy Gaag       | 1 h 58 min 30 s | Akiko Sekine      | 2 h 6 min 16 s  |
| 2003  | Chennai, Inde               | Dmitriy Gaag       | 1 h 57 min 2 s  | Shizuka Kutsuna   | 2 h 10 min 4 s  |
| 2002  | Xuzhou, Chine               | Hiroyuki Nishiuchi | 1 h 54 min 6 s  | Akiko Sekine      | 2 h 7 min 44 s  |
| 2001  | Kota Kinabalu, Malaisie     | Hiroyuki Nishiuchi | 1 h 56 min 32 s | Machiko Nakanishi | 2 h 8 min 23 s  |
| 2000  | Gamagori, Japon             | Dmitriy Gaag       | 1 h 50 min 26 s | Haruna Hosoya     | 2 h 2 min 46 s  |
| 1999  | Sokcho City, Corée du Sud   | Dmitriy Gaag       | 1 h 53 min 0 s  | Akiko Hirao       | 2 h 6 min 21 s  |
| 1998  | Singapour, Singapour        | Takumi Ohara       | 1 h 54 min 19 s | Haruna Hosoya     | 2 h 6 min 57 s  |
| 1997  | Subic Bay, Philippines      | Takumi Ohara       | 1 h 52 min 10 s | Mariko Yamazaki   | 2 h 11 min 28 s |
| 1996  | Chennai, Inde               | Nobuo Kitazato     | 1 h 53 min 26 s | Haruna Hosoya     | 2 h 12 min 19 s |
| 1995  | Kota Kinabalu, Malaisie     | Takumi Ohara       | 1 h 57 min 33 s | Michiko Kobayashi | 2 h 17 min 15 s |
| 1994  | Chedju Island, Corée du Sud | Yoshinori Tamura   | 2 h 9 min 16 s  | Michiko Kobayashi | 2 h 27 min 0 s  |
| 1993  | Tianjin, Chine              | Takumi Ohara       | 1 h 56 min 49 s | Kiyoko Takahashi  | 2 h 10 min 12 s |
| 1992  | Hasaki City, Japon          | Takumi Ohara       | 2 h 5 min 54 s  | Kiyoko Takahashi  | 2 h 21 min 23 s |

## Victoires d'épreuves par nation
| Rang | Nation     | Victoires |
| ---- | ---------- | --------- |
| 1    | Japon      | 57        |
| 2    | Kazakhstan | 4         |
| 3    | Chine      | 2         |
| 4    | Hong Kong  | 1         |